# Kisistvánd
Kisistvánd (1899-ig Istvánfalu, szlovákul: Štefanovce, németül: Stephansdorf) Imrikfalva településrésze, korábban önálló község Szlovákiában, a Kassai kerület Rozsnyói járásában.

## Fekvése
Rozsnyótól 29 km-re északnyugatra fekszik.

## Története
Kisistvándot 1380-ban említik először. Földesurai, a Thurzók és a Bethlenek bányászokat telepítettek erre a területre, hogy a környező hegyekben található vasércet kitermeljék. 1638-ban a Thurzók kihalásával a Csákyak birtoka lett. 1787-ben 16 házában 165 lakos élt.
A 18. század végén Vályi András így ír róla: „ISTVÁNFALVA. Stefanovce. Tót falu Szepes Várm. földes Ura G. Csáky Uraság, lakosai katolikusok.”
1828-ban 26 háza volt 190 lakossal, akik mind zsellérek voltak.
Fényes Elek 1851-ben kiadott geográfiai szótárában így ír a faluról: „Istvánfalva, tót falu, Szepes vmegyében, Imrefalva szomszédságában: 190 kath. lak. Kath. paroch. templom. Fürész- és lisztmalmok.”
1910-ben 185, túlnyomórészt szlovák lakosa volt. 1920-ig Szepes vármegye Iglói járásához tartozott.
1933-ban csatolták Imrikfalvához.

## Nevezetességei
Nagyboldogasszony plébániatemplom

## Lásd még
- Imrikfalva